# Pieria (albedo)
Pieria  è una caratteristica di albedo della superficie di Mercurio.